# 刺猬大作战
刺猬大作战（Hedgewars）是一個2D版本百战天虫模式的回合制策略游戏。Hedgewars被苹果电脑官方网站收录。这个游戏是使用GPL协议的自由软件。

## 游戏特性
游戏引擎用Free Pascal写成，GUI用C++写成，使用SDL和Qt4。
0.9.12开始支持实时动态缩放游戏画面。

### 个性化
刺猬大作战有着高度定制性
游戏模式：游戏方式可以发生很大变化，比如棒球模式中，所有刺猬都有保护膜无法损伤，只能击入水中退场
可以制作语音，游戏已经包括如海盗，唱诗风格等五种风格，使用开放的ogg格式
纸娃娃系统，不只可以为每个队员命名，还可以用头饰分辨每个人，已有超过90种头部装饰分辨每个刺猬
支持定制团队背景和离场的动画效果

### 武器
除了类似百战天虫的经典武器道具外，还添加了一些自己的东西，比如钻地火箭、走路的生日蛋糕炸弹和飞吻等。

## 游戏模式
以下情况有很多模式以及参数可用
对抗AI；用同一台电脑的人轮流游戏；跟其他联网的玩家战斗

## 地图

### Basketball
默认模式地图、装备设置为：位于篮球场，篮球场篮筐是唯一出口，目的是使用球棒把对手先打出场外。所有刺猬都被保护膜覆盖。

### Race
竞赛移动速度。

### Knockball
双方对面挥球击打对手。

## 网络服务
使用Haskell写成的服务器。支持IRC和游戏大厅。不过必须使用在官方服务器注册的账户才能在里面建立房间。通过官方网站可以看到在线人数。经验值系统，用以表明玩家总游戏经验，而不会改变游戏的任意方面。

## 硬件需求
需要支持硬件加速的显示卡，0.9.10 及之后的版本可以选择低质量的图形模式。

## 其他
- 开源游戏列表
- SDL
- 百战天虫
- Wormux
- 炮术游戏
- 重要开源游戏列表